# بوبان دمیتروویچ
بوبان دمیتروویچ (صربی: Boban Dmitrović؛ زادهٔ ۲ آوریل ۱۹۷۲) بازیکن سابق و مربی فوتبال اهل صربستان است.
از باشگاه‌هایی که در آن بازی کرده‌است می‌توان به باشگاه فوتبال راد، باشگاه فوتبال اشتورم گراتس، و باشگاه فوتبال گراتس اشاره کرد.
وی همچنین در تیم ملی فوتبال صربستان و مونته‌نگرو بازی کرده‌است.